# George Mountbatten
George Louis Victor Henry Serge Mountbatten, II marchese di Milford Haven (Darmstadt, 6 dicembre 1892 – Kensington Palace, 8 aprile 1938), è stato un nobile inglese.

## Biografia
George Mountbatten era figlio del principe Luigi Mountbatten, primo marchese di Milford Haven, e della principessa Vittoria d'Assia-Darmstadt. Suoi fratelli e sorelle furono la principessa Alice (madre del principe Filippo, duca di Edimburgo), la regina Luisa di Svezia e Louis Mountbatten, 1º conte Mountbatten di Burma. Sposò la contessa Nadejda Michajlovna de Torby (figlia del granduca Michail Michajlovič Romanov e di Sophie von Merenberg, contessa de Torby) il 15 novembre 1916 a Londra. Vissero a Lynden Manor, a Holyport nel Berkshire.
Ufficiale della Royal Navy, nel 1937 fu promosso capitano. Morì nel 1938, all'età di quarantacinque anni, di un cancro del midollo osseo ed è sepolto nel cimitero di Bray, nel Berkshire. Fu anche un matematico dotato, «in grado di risolvere complicati problemi di balistica a mente» e «che leggeva libri di calcoli con disinvoltura sui treni». La regina Elisabetta II disse di lui: «Fu una delle persone più intelligenti e brillanti».

## Discendenza
George e Nadejda Michajlovna de Torby ebbero due figli:
- Lady Tatiana Elizabeth Mountbatten (16 dicembre 1917 – 15 maggio 1988);
- David Mountbatten, III marchese di Milford Haven (12 maggio 1919 – 14 aprile 1970).

## Titoli e trattamento
- 1892 - 1917: Sua Altezza Serenissima, il principe Giorgio di Battenberg
- 1917 -1917: Mr. Giorgio Mountbatten
- 1917 - 1921: The Right Honourable, il Conte di Medina
- 1921 - 1938: The Most Honourable, il Marchese di Milford Haven

## Ascendenza
|                                 |               |                                   | Genitori                              |  |  | Nonni |  |  | Bisnonni         |  |  | Trisnonni       |  |
|                                 |               |                                   |                                       |  |  |       |  |  | Luigi II d'Assia |  |  | Luigi I d'Assia |  |
|                                 |               |                                   |                                       |  |  |       |  |  | Luigi II d'Assia |  |  | Luigi I d'Assia |  |
|                                 |               | Luisa d'Assia-Darmstadt           |                                       |  |  |       |  |  | Luigi II d'Assia |  |  |                 |  |
| Alessandro d'Assia              |               |                                   |                                       |  |  |       |  |  | Luigi II d'Assia |  |  |                 |  |
|                                 |               | Guglielmina di Baden              | Carlo Luigi di Baden                  |  |  |       |  |  |                  |  |  |                 |  |
|                                 |               | Guglielmina di Baden              | Carlo Luigi di Baden                  |  |  |       |  |  |                  |  |  |                 |  |
|                                 |               | Guglielmina di Baden              | Amalia d'Assia-Darmstadt              |  |  |       |  |  |                  |  |  |                 |  |
| Luigi di Battenberg             |               | Guglielmina di Baden              |                                       |  |  |       |  |  |                  |  |  |                 |  |
|                                 |               | Conte Hans Moritz von Hauke       | Friedrich Carl Emanuel Hauke          |  |  |       |  |  |                  |  |  |                 |  |
|                                 |               | Conte Hans Moritz von Hauke       | Friedrich Carl Emanuel Hauke          |  |  |       |  |  |                  |  |  |                 |  |
|                                 |               | Conte Hans Moritz von Hauke       | Maria Salomé Schweppenhäuser          |  |  |       |  |  |                  |  |  |                 |  |
| Julia von Hauke                 |               | Conte Hans Moritz von Hauke       |                                       |  |  |       |  |  |                  |  |  |                 |  |
|                                 |               | Sophie Lafontaine                 | Franz Leopold Lafontaine              |  |  |       |  |  |                  |  |  |                 |  |
|                                 |               | Sophie Lafontaine                 | Franz Leopold Lafontaine              |  |  |       |  |  |                  |  |  |                 |  |
|                                 |               | Sophie Lafontaine                 | Maria Theresa Kornély                 |  |  |       |  |  |                  |  |  |                 |  |
| Lord George Mountbatten         |               | Sophie Lafontaine                 |                                       |  |  |       |  |  |                  |  |  |                 |  |
|                                 | Carlo d'Assia | Luigi II d'Assia                  |                                       |  |  |       |  |  |                  |  |  |                 |  |
|                                 | Carlo d'Assia | Luigi II d'Assia                  |                                       |  |  |       |  |  |                  |  |  |                 |  |
|                                 | Carlo d'Assia | Guglielmina di Baden              |                                       |  |  |       |  |  |                  |  |  |                 |  |
| Luigi IV d'Assia                | Carlo d'Assia |                                   |                                       |  |  |       |  |  |                  |  |  |                 |  |
|                                 |               | Elisabetta di Prussia             | Federico Guglielmo Carlo di Prussia   |  |  |       |  |  |                  |  |  |                 |  |
|                                 |               | Elisabetta di Prussia             | Federico Guglielmo Carlo di Prussia   |  |  |       |  |  |                  |  |  |                 |  |
|                                 |               | Elisabetta di Prussia             | Maria Anna d'Assia-Homburg            |  |  |       |  |  |                  |  |  |                 |  |
| Vittoria d'Assia-Darmstadt      |               | Elisabetta di Prussia             |                                       |  |  |       |  |  |                  |  |  |                 |  |
|                                 |               | Alberto di Sassonia-Coburgo-Gotha | Ernesto I di Sassonia-Coburgo-Gotha   |  |  |       |  |  |                  |  |  |                 |  |
|                                 |               | Alberto di Sassonia-Coburgo-Gotha | Ernesto I di Sassonia-Coburgo-Gotha   |  |  |       |  |  |                  |  |  |                 |  |
|                                 |               | Alberto di Sassonia-Coburgo-Gotha | Luisa di Sassonia-Gotha-Altenburg     |  |  |       |  |  |                  |  |  |                 |  |
| Alice di Sassonia-Coburgo-Gotha |               | Alberto di Sassonia-Coburgo-Gotha |                                       |  |  |       |  |  |                  |  |  |                 |  |
|                                 |               | Vittoria del Regno Unito          | Edoardo Augusto di Hannover           |  |  |       |  |  |                  |  |  |                 |  |
|                                 |               | Vittoria del Regno Unito          | Edoardo Augusto di Hannover           |  |  |       |  |  |                  |  |  |                 |  |
|                                 |               | Vittoria del Regno Unito          | Vittoria di Sassonia-Coburgo-Saalfeld |  |  |       |  |  |                  |  |  |                 |  |
|                                 |               | Vittoria del Regno Unito          |                                       |  |  |       |  |  |                  |  |  |                 |  |